# Marco Pallis
Marco Pallis (1895-1989) est un alpiniste, musicien, compositeur, écrivain, traducteur gréco-britannique. Il séjourne au Tibet où il découvre et étudie le bouddhisme tibétain. Ami de Frithjof Schuon, il est aussi en relation avec l'historien de l'art Ananda Coomaraswamy. De par ses affinités avec l'école traditionaliste, il traduit en anglais l'Introduction générale à l'étude des doctrines hindoues de René Guénon, auquel il rend visite au Caire en 1947. Il traduit aussi des textes grecs anciens. Écrivain, ses ouvrages traitent de la religion et de la culture du Tibet.

## Début de sa vie

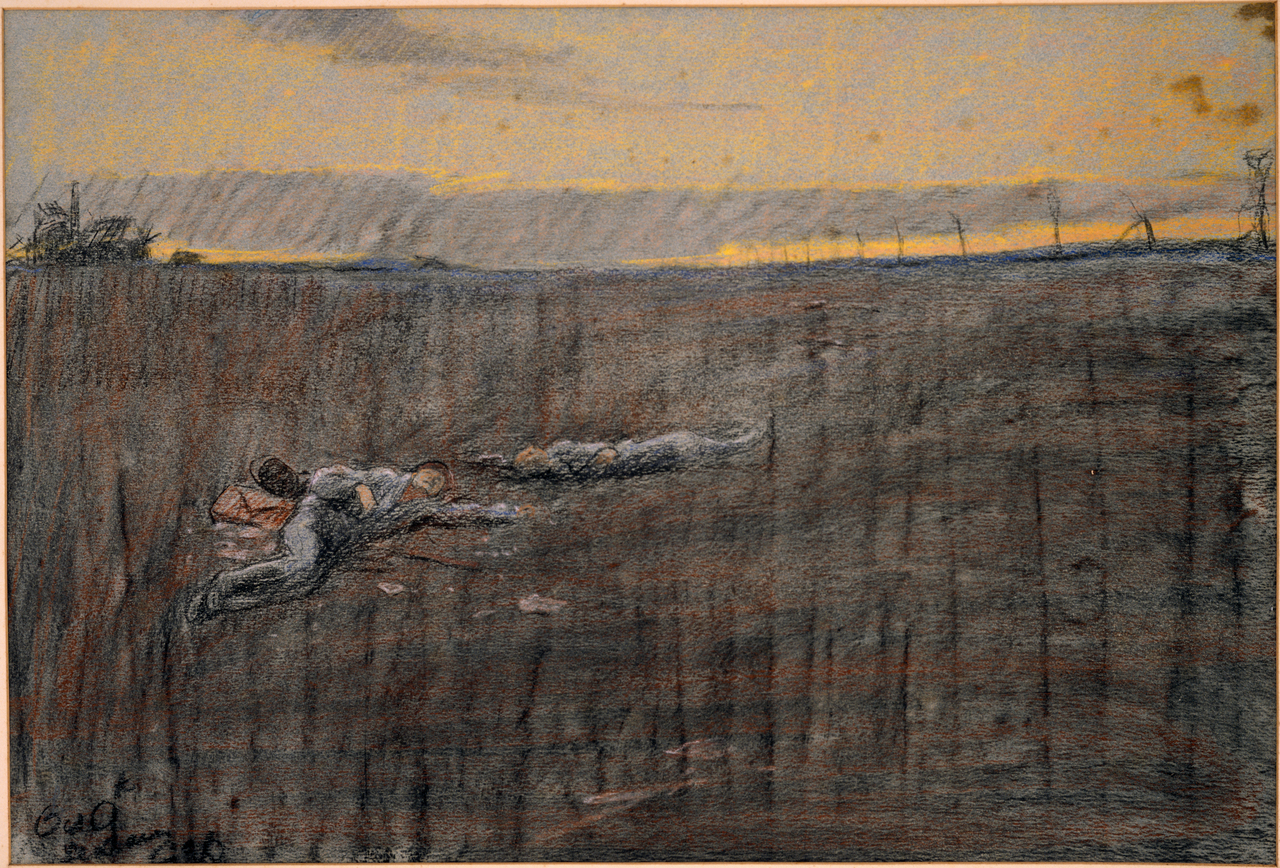
En dehors de Lesdain 9 octobre 1918, par, peintre de bataille sur le front de l'Ouest

Marco Pallis est né à Liverpool le 19 juin 1895, plus jeune fils de parents grecs aisés et cosmopolites. Son père est Alexandros Pallis. Encore jeune pendant la Première Guerre mondiale, Pallis, après avoir aidé brièvement l'Armée du salut en Serbie, s'enrôla dans l'armée britannique. Sa première tâche débuta en 1916 comme interprète de l'armée en Macédoine. Le paludisme et une inflammation sévère de son œil droit coupèrent court à son service macédonien. Après une convalescence forcée et interminable à Malte, il entra chez les Grenadier Guards, où il reçut une formation d'artilleur. En 1918, en tant que sous-lieutenant, il fut envoyé dans les tranchées du front de l'Ouest. Pendant la bataille de Cambrai, du 8 au 10 octobre, lors d'une attaque pendant laquelle son capitaine et son premier lieutenant furent tués, Pallis fut touché au genou ; pour lui la guerre était finie.
Après la guerre, outre ses devoirs de famille, Pallis s'est consacré à ses deux passions : l'alpinisme et la musique. Dès qu'il le pouvait, il se livrait à l'escalade, bien que les médecins lui eussent dit qu'il ne lui serait peut-être plus possible de marcher à cause de sa blessure au genou. Ainsi, il est allé en expédition en Arctique, en Suisse, dans les Dolomites et, plus près de chez lui, dans le massif de Snowdonia, au Peak District et dans les montagnes écossaises.
À la même période, Pallis a étudié la musique avec Arnold Dolmetsch, un spécialiste distingué de la musique anglaise ancienne, compositeur et interprète. Sous l'influence de Dolmetsch, Pallis n'a pas tardé à découvrir un amour pour la musique ancienne, en particulier la musique de chambre des XVIe et XVIIe siècles, ainsi que pour la viole de gambe. Même quand il partait escalader dans la région entre le Sutlej et le Gange, lui et ses amis mélomanes n'oubliaient pas d'apporter leurs instruments.

## Voyages dans l'Himalaya et au Tibet

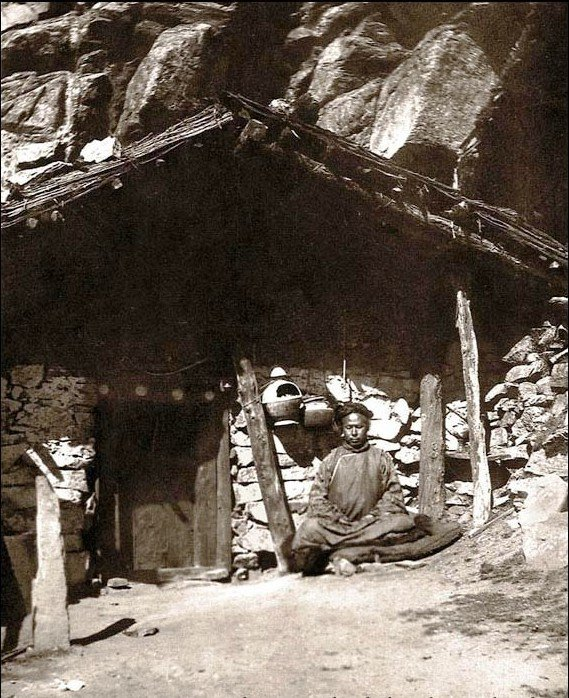
Le 3e Lachen Gomchen Rinpoché devant son ermitage au Sikkim vers 1915.

Sa passion pour la montagne a amené Pallis à son troisième amour : le Tibet et sa civilisation. En 1923, Pallis visita le Tibet pour la première fois, pour s'y livrer à l'escalade. Il retourna en Himalaya pour des expéditions plus prolongées, et séjourna dans des monastères du Sikkim et du Ladakh en 1933 puis en 1936, année où il rencontre Lachen Gomchen Rinpoché. Son livre très connu Cimes et Lamas décrit ces derniers voyages et la transformation qu'il a vécue. De par sa qualité d'étranger bienveillant, simple observateur, il a pu pénétrer au plus profond du cœur de la vie tibétaine. Il a remplacé ses vêtements occidentaux par la robe tibétaine, et a approfondi son étude de la langue, de la culture et du bouddhisme. Séjournant souvent dans les monastères, il a reçu son éducation religieuse directement des lamas. La Deuxième Guerre mondiale a interrompu ses voyages jusqu'en 1947, quand lui et son ami Richard Nicholson ont pu retourner au Tibet une dernière fois avant l'invasion chinoise. Déjà bouddhiste pratiquant depuis 1936, alors qu'il se trouvait à Shigatse, au Tibet, Pallis a été initié dans un des ordres ; il était âgé de 52 ans. Quand il est parti du Tibet, on peut dire que Marco Pallis, désormais nommé Thubden Tendzin, avait complété son voyage intérieur vers sa patrie spirituelle. Il a continué à être un pratiquant fidèle du bouddhisme tibétain, et un défenseur infatigable du Tibet, jusqu'à sa mort quelque 43 ans plus tard.

## Après le renversement du Tibet

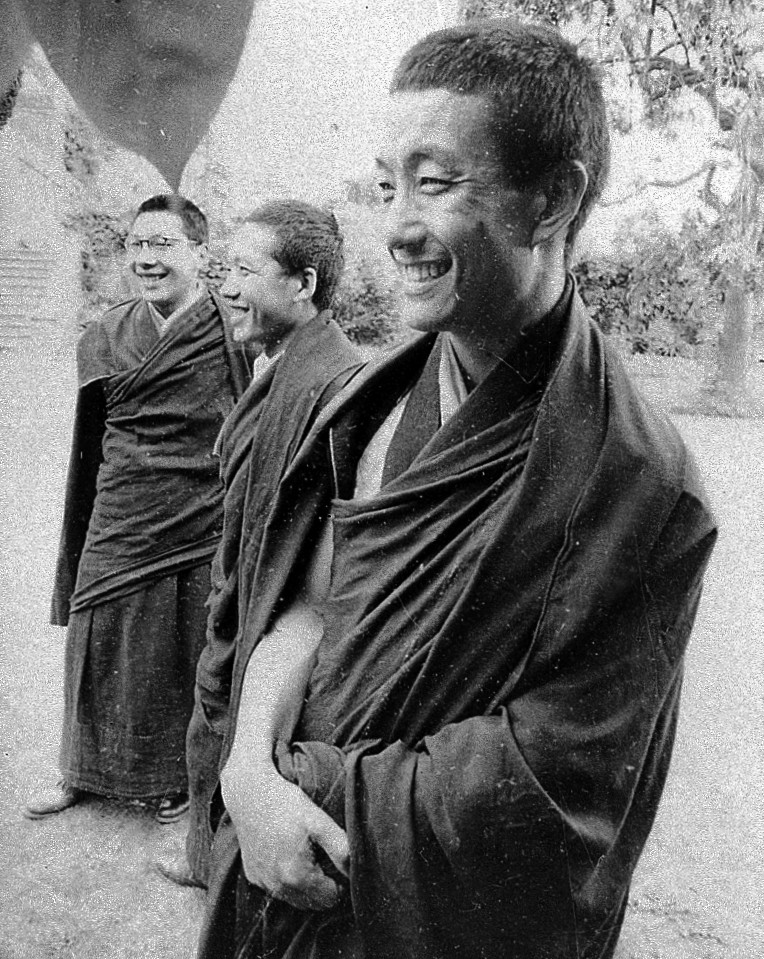
Rechung Rinpoché, Chögyam Trungpa et Akong Rinpoché en 1963.

Le renversement du Tibet indépendant par les communistes chinois a constitué un des événements les plus tristes de la vie de Pallis. En réponse, Pallis fit ce qu'il put, surtout par ses écrits, qui ont aidé le public à prendre conscience de la valeur du monde tibétain. Cela a dû aussi procurer beaucoup de joie à Pallis de pouvoir aider des membres de la diaspora tibétaine en Angleterre. En de multiples occasions, Pallis a ouvert son appartement à Londres pour accueillir des Tibétains en visite. Il a aussi offert son aide d'autres façons, comme au jeune Chögyam Trungpa, voyageant avec lui et l'encourageant, alors qu'il venait d'arriver en Angleterre et n'avait pas encore la renommée mondiale qu'il allait bientôt atteindre. Quelques années plus tard, il fut demandé à Pallis d'écrire la préface du premier livre de Trungpa, l'emblématique Né au Tibet. Trungpa exprimera ses « remerciements reconnaissants » pour « la grande aide » que Pallis a apportée à la mise au point du livre et ajoute « M. Pallis, en consentant à écrire la préface, consacra de nombreuses semaines à la mise en ordre définitive de l'ouvrage. »
Il existe une photo prise en 1963 lors d'un événement de la Société bouddhiste anglaise montrant Chögyam Trungpa et Marco Pallis aux côtés de Phiroz Mehta (en), Rechung Rinpoché et Akong Rinpoché.

## Écriture
Pallis a décrit la « tradition » comme étant le leitmotiv de son écriture. Il a écrit dans la perspective de ce qui est devenu l'École traditionaliste ou pérennialiste fondée par René Guénon, Ananda K. Coomaraswamy et Frithjof Schuon, qu'il a connus personnellement. En tant que traditionaliste, Pallis adhérait au concept de « l'unité transcendante des religions » (titre d'un ouvrage de Schuon de 1948) et ce fut en partie cette compréhension qui a donné à Pallis le discernement nécessaire à l'approfondissement de la nature intérieure de la tradition spirituelle du Tibet. Il était un fidèle collaborateur de la revue Studies in Comparative Religion (en) (avec Schuon, Guénon et Coomaraswamy), écrivant à la fois sur la culture tibétaine et la pratique religieuse, ainsi que sur la philosophie pérennialiste,.
Pallis a publié trois livres consacrés principalement à la tradition, au bouddhisme et au Tibet : Cimes et Lamas (Peaks and Lamas, 1939) ; The Way and the Mountain (1960) ; et A Buddhist Spectrum (1980). Plusieurs articles de Pallis sont présentés dans The Sword of Gnosis (l'épée de la gnose) de Jacob Needleman (en). Après son dernier voyage au Tibet — alors qu'il habitait à Kalimpong, en Inde— Pallis a écrit un petit livre en langue tibétaine au sujet des dangers, pour le Tibet, de l'infiltration de la culture moderne. En plus de ses propres écrits, Pallis a traduit des textes bouddhistes en grec, et les travaux de ses collègues écrivains traditionalistes René Guénon et Frithjof Schuon du français en anglais. Certains travaux de Pallis ont été traduits en français et en espagnol. Depuis la publication de ses premiers livres, des générations de lettrés et d'étudiants se sont tournées vers Pallis pour sa vision pénétrante du bouddhisme et du Tibet. Son travail est cité par d'autres écrivains tels que Heinrich Harrer, Heinrich Zimmer, Joseph Campbell, Thomas Merton, Robert Baker Aitken et Huston Smith, qui dit de Pallis : « Quant au discernement [...], je ne vois aucun écrivain traitant du bouddhisme qui le surpasse ».

## Musique
La carrière musicale de Pallis ne fut pas moins complète. Après avoir été l'élève du facteur d'instruments et violoniste Arnold Dolmetsch, il a enseigné la viole à l'Académie Royale de Musique et a reconstitué l'ensemble instrumental The English Consort of Viols, qu'il avait d'abord créé dans les années 1930. C'était un des premiers groupes professionnels voués à la préservation de la musique anglaise ancienne, qui a enregistré trois disques et effectué plusieurs tournées en Angleterre et à l'étranger. Lors d'une tournée aux États-Unis en 1964, Pallis a eu l'occasion de rencontrer Thomas Merton à l'abbaye de Gethsémané dans le Kentucky : « Hier Marco Pallis était ici (...) J'étais content de le rencontrer. » Ils ont parlé de Zen, de Shiva et des difficultés au Tibet. Ce fut leur premier face à face, bien qu'ils se connaissaient par correspondance et par leurs publications respectives. On lit dans le journal de Merton, avant leur rencontre : « Hier, calme, journée ensoleillée, passé tout le temps possible dans les bois lisant et méditant le merveilleux livre de Marco Pallis Cimes et Lamas ».
L'Académie Royale de Musique, en reconnaissance pour sa vaste contribution à la musique ancienne, a attribué à Pallis un Honorary Fellowship. Il a continué à composer et à jouer, complétant son œuvre écrite par quelques articles savants sur la musique. Son article The Instrumentation of English Viol Consort a été publié alors qu'il avait 75 ans.
Dans son ouvrage Lumières Bouddhiques, il dit avoir décelé une analogie entre le samsara et le contrepoint. Dans l'avant-propos, il écrit: « Quand au huitième essai [chapitre], sa matière est inséparablement liée à des motifs chrétiens, puisque la polyphonie musicale n'a jamais trouvé place parmi les ressources artistiques d'aucune religion orientale. Sa présence peut néanmoins se justifier, indirectement au moins, par le fait que, sans une connaissance des enseignements relatifs au samsâra, la roue existentielle, tels que les exposent les traditions de l'Inde, il ne m'aurait guère été possible de découvrir qu'il y a là une analogie cachée avec le contrepoint musical. L'expérience de toute ma vie dans la pratique de la musique contrapuntique a rendu pour moi cette analogie particulièrement significative ». Plus loin il ajoute : « Dieu a souvent été désigné comme " le grand Architecte de l'Univers " ; (...) Il pourrait être appelé de façon également appropriée " le grand Contrapuntiste de l'Univers " »,.

À 89 ans, son Quatuor à cordes en fa dièse a été publié, et son Nocturne de l’Éphémère a été exécuté au Queen Elizabeth Hall à Londres  ; sa nièce écrit qu'« il put aller sur la scène pour recevoir les applaudissements avec sa modestie coutumière. » Quand il est mort, deux semaines avant son 94e anniversaire, il travaillait sur un projet réunissant la musique et le Tibet, ses deux passions : un opéra fondé sur la vie de Milarépa.

## Mort
Marco Pallis « s'est retiré dans les Champs Célestes » le 5 juin 1989.

## Œuvre

### Livres
- La Vie Active. Ce qu'elle est et ce qu'elle n'est pas, Éditeur : Paul Derain
- Cimes et Lamas, Éditions Albin Michel, 1955, Éditeur Kailash, 1997
- Lumières bouddhiques, Éditeur : Fayard, 1983,  (ISBN 978-2-213-01294-0).
- La Voie et la Montagne. Quête spirituelle et bouddhisme tibétain, Éditions l'Harmattan, 2010  (ISBN 978-2-296-11570-5)

### Préfaces
- Chögyam Trungpa, Né au Tibet, Seuil, 1991 (1re éd. 1968, Buchet/Chastel)
- Thomas Merton (trad. Francis Ledoux), Zen, Tao et Nirvana, Lib. Arthème Fayard (1re éd. 1970)
- Abdul Radhu (préf. Marco Pallis), Caravane tibétaine, Paris, Fayard, 1981, 316 p. (ISBN 978-2-907629-10-2, OCLC 34339828)